# Tomasz Prusek
Tomasz Prusek (ur. 1971 w Siemianowicach Śląskich) – polski dziennikarz i publicysta ekonomiczny, redaktor „Gazety Wyborczej”.

## Życiorys
Ukończył IV Liceum Ogólnokształcące w Katowicach. Absolwent studiów dziennikarskich oraz nauk politycznych na Uniwersytecie Jagiellońskim. Od 1992 związany z „Gazetą Wyborczą”, najpierw jej wydaniem krakowskim („Gazeta w Krakowie”), a później działem ekonomicznym. W maju 2014 wydał sensacyjną powieść "K.I.S.S.", której akcja związana jest z rynkiem kapitałowym.

## Nagrody i wyróżnienia
- przyznawana przez Akademię Ekonomiczną w Krakowie (obecnie Uniwersytet Ekonomiczny w Krakowie) Nagroda im. Eugeniusza Kwiatkowskiego (w 1996),
- wyróżnienie w organizowanym przez redakcję „Rzeczpospolitej” oraz Coopers & Lybrand (obecnie część PricewaterhouseCoopers) konkursie „Kierunki rozwoju gospodarki polskiej do 2005 r.” (w 2000),
- przyznawana przez Business Centre Club nagroda Ostre Pióro BCC (w 2000),
- nominacja do nagrody Grand Press (w 2003),
- II nagroda w organizowanym przez Citibank Handlowy (obecnie Bank Handlowy w Warszawie) i Uniwersytet Columbia konkursie „Citigroup Journalistic Excellence Award” (w 2004 r.),
- nagroda w konkursie Fundacji Edukacji Rynku Kapitałowego „Skrzydlaty FERK” (w 2004),
- nagroda specjalna Fundacji im. Stefana Batorego (w 2004),
- wyróżnienie w konkursie organizowanym przez Stowarzyszenie Dziennikarzy Polskich (w 2007).
- finalista, zorganizowanego przez Fundację Edukacji Ekonomicznej konkursu na najlepszy tekst dziennikarski o prywatyzacji (w 2011).

## Życie prywatne
Mieszka ma warszawskim Mokotowie. Żonaty (żona Marianna), ma córkę (Oliwię).